# Steve Chainel
Steve Chainel (nascut el 6 de setembre de 1983 a Remiremont,) és un ciclista francès retirat.
Va fer el seu debut com a professional en 2007 amb l'equip francès Auber 93. Fins al 2007 la seva especialitat va ser el ciclocròs. El 2008, va tenir un excel·lent mes de maig amb un segon lloc al Trofeu dels Escaladors i sobretot la seva victòria al Circuit de Lorena més una etapa. Aquestes posicions van fer figurar en la dotzena posició de l'UCI Europe Tour en finalitzar el mes. Aquest mateix any acaba segon de la Châteauroux Classic de l'Indre, i fitxa per a l'any 2009 per l'equip francès Bouygues Télécom. El 2009, va acabar 9è en els Tres dies de De Panne-Koksijde. A 2010 es va especialitzar en aquesta cursa i va aconseguir la seva primera gran victòria en els Tres dies de De Panne-Koksijde guanyant la primera etapa.
El 29 de gener de 2023 fou la seva darrera cursa abans de la retirada professional.

## Palmarès

### Ciclisme en ruta
- 2008
  - 1r al Circuit de Lorena, i vencedor d'una etapa
  - Vencedor de dues etapes al Tour de la Manche

- 2010
  - Vencedor d'una etapa als Tres Dies de la Panne

### Resultats al Tour de França
- 2009. No surt (14a etapa)

### Resultats a la Volta a Espanya
- 2013. Abandona (14a etapa)

### Ciclocròs
- 1999-2000
  -  Campió de França
- 2017-2018
  -  Campió de França